# Bridge Across Forever
Bridge Across Forever is het tweede studio-muziekalbum van de progressieve rock band Transatlantic. Het album verscheen in twee versies; een enkele compact disc en een dubbel-cd met boekwerkje. Het bonusschijfje is een mix van studiogesprekken, covers en demo's. Het album is opgenomen in Nashville.

## Musici
- Neal Morse — zang, toetsen
- Roine Stolt — gitaar, zang
- Pete Trewavas — basgitaar, zang
- Mike Portnoy — slagwerk
- Chris Carmichael – viool, altviool, cello (1) en (4)
- Keath Mears – saxofoon (1)
- Elite Choir – zang (1)

## Track listing
Alle van Neal Morse/Roine Stolt/Mike Portnoy/Pete Trewavas, behalve waar aangegeven.
1. "Duel With the Devil" – 26:43
  1. "Motherless Children"
  2. "Walk Away"
  3. "Silence of the Night"
  4. "You're Not Alone"
  5. "Almost Home"
2. "Suite Charlotte Pike" – 14:30
  1. "If She Runs"
  2. "Mr. Wonderful"
  3. "Lost and Found, Part 1"
  4. "Temple of the Gods"
  5. "Motherless Children/If She Runs (Reprise)"
3. "Bridge Across Forever" (Morse) – 5:33
4. "Stranger in Your Soul" – 30:00
  1. "Sleeping Wide Awake"
  2. "Hanging in the Balance"
  3. "Lost and Found, Part 2"
  4. "Awakening the Stranger"
  5. "Slide"
  6. "Stranger in Your Soul"

## Limited Edition Bonus Disc
1. "Shine On You Crazy Diamond" – 15:27 (Cover van Pink Floyd)
2. "Studio Chat" – 4:50
3. "And I Love Her" – 7:53 (Cover van The Beatles)
4. "Smoke On The Water" – 4:20 (Cover van Deep Purple)
5. "Dance With The Devil" – 9:01
6. "Roine's Demo Bits" – 11:58
7. Interactive Section (Video)